# Grand Prix Węgier 2018
Grand Prix Węgier 2018, oficjalnie Formula 1 Magyar Magydíj 2018 – dwunasta eliminacja Mistrzostw Świata Formuły 1 w sezonie 2018. Grand Prix odbyło się w dniach 27–29 lipca 2018 roku na torze Hungaroring w Mogyoród.

## Lista startowa
Źródło: Wyprzedź Mnie!
| Nr | Kierowca           | Zespół                           | Samochód                      | Silnik            | Opony |
| -- | ------------------ | -------------------------------- | ----------------------------- | ----------------- | ----- |
| 2  | Stoffel Vandoorne  | McLaren F1 Team                  | McLaren MCL33                 | Renault 1.6T V6   | P     |
| 3  | Daniel Ricciardo   | Aston Martin Red Bull Racing     | Red Bull RB14                 | TAG Heuer 1.6T V6 | P     |
| 5  | Sebastian Vettel   | Scuderia Ferrari                 | Ferrari SF71H                 | Ferrari 1.6T V6   | P     |
| 7  | Kimi Räikkönen     | Scuderia Ferrari                 | Ferrari SF71H                 | Ferrari 1.6T V6   | P     |
| 8  | Romain Grosjean    | Haas F1 Team                     | Haas VF-18                    | Ferrari 1.6T V6   | P     |
| 9  | Marcus Ericsson    | Alfa Romeo Sauber F1 Team        | Sauber C37                    | Ferrari 1.6T V6   | P     |
| 10 | Pierre Gasly       | Red Bull Toro Rosso Honda        | Toro Rosso STR13              | Honda 1.6T V6     | P     |
| 11 | Sergio Pérez       | Sahara Force India F1 Team       | Force India VJM11             | Mercedes 1.6T V6  | P     |
| 14 | Fernando Alonso    | McLaren F1 Team                  | McLaren MCL33                 | Renault 1.6T V6   | P     |
| 16 | Charles Leclerc    | Alfa Romeo Sauber F1 Team        | Sauber C37                    | Ferrari 1.6T V6   | P     |
| 18 | Lance Stroll       | Williams Martini Racing          | Williams FW41                 | Mercedes 1.6T V6  | P     |
| 20 | Kevin Magnussen    | Haas F1 Team                     | Haas VF-18                    | Ferrari 1.6T V6   | P     |
| 27 | Nico Hülkenberg    | Renault Sport Formula One Team   | Renault R.S.18                | Renault 1.6T V6   | P     |
| 28 | Brendon Hartley    | Red Bull Toro Rosso Honda        | Toro Rosso STR13              | Honda 1.6T V6     | P     |
| 31 | Esteban Ocon       | Sahara Force India F1 Team       | Force India VJM11             | Mercedes 1.6T V6  | P     |
| 33 | Max Verstappen     | Aston Martin Red Bull Racing     | Red Bull RB14                 | TAG Heuer 1.6T V6 | P     |
| 35 | Siergiej Sirotkin  | Williams Martini Racing          | Williams FW41                 | Mercedes 1.6T V6  | P     |
| 44 | Lewis Hamilton     | Mercedes AMG Petronas Motorsport | Mercedes AMG F1 W09 EQ Power+ | Mercedes 1.6T V6  | P     |
| 50 | Antonio Giovinazzi | Alfa Romeo Sauber F1 Team        | Sauber C37                    | Ferrari 1.6T V6   | P     |
| 55 | Carlos Sainz Jr.   | Renault Sport Formula One Team   | Renault R.S.18                | Renault 1.6T V6   | P     |
| 77 | Valtteri Bottas    | Mercedes AMG Petronas Motorsport | Mercedes AMG F1 W09 EQ Power+ | Mercedes 1.6T V6  | P     |
| Nr | Kierowca           | Zespół                           | Samochód                      | Silnik            | Opony |

## Wyniki

### Sesje treningowe
Źródło: Wyprzedź Mnie!
| Sesja | Nr | Kierowca         | Konstruktor | Czas     | Okr. |
| ----- | -- | ---------------- | ----------- | -------- | ---- |
| 1     | 3  | Daniel Ricciardo | Red Bull    | 1:17,613 | 30   |
| 2     | 5  | Sebastian Vettel | Ferrari     | 1:16,834 | 45   |
| 3     | 5  | Sebastian Vettel | Ferrari     | 1:16,170 | 16   |

### Kwalifikacje
Źródło: Wyprzedź Mnie!
| Poz. | Nr | Kierowca          | Konstruktor | Q1       | Q2         | Q3       | Poz. s. |
| --- | --- | ----------------- | ----------- | -------- | ---------- | -------- | ------- |
| 1 | 44 | Lewis Hamilton    | Mercedes    | 1:17,419 | 1:31,242   | 1:35,658 | 1       |
| 2 | 77 | Valtteri Bottas   | Mercedes    | 1:17,123 | 1:32,081   | 1:35,918 | 2       |
| 3 | 7 | Kimi Räikkönen    | Ferrari     | 1:17,526 | 1:32,762   | 1:36,187 | 3       |
| 4 | 5 | Sebastian Vettel  | Ferrari     | 1:16,666 | 1:28,636   | 1:36,210 | 4       |
| 5 | 55 | Carlos Sainz Jr.  | Renault     | 1:17,829 | 1:30,771   | 1:36,743 | 5       |
| 6 | 10 | Pierre Gasly      | Toro Rosso  | 1:18,577 | 1:31,286   | 1:37,591 | 6       |
| 7 | 33 | Max Verstappen    | Red Bull    | 1:16,940 | 1:31,178   | 1:38,032 | 7       |
| 8 | 28 | Brendon Hartley   | Toro Rosso  | 1:18,429 | 1:32,590   | 1:38,128 | 8       |
| 9 | 20 | Kevin Magnussen   | Haas        | 1:18,314 | 1:32,968   | 1:39,858 | 9       |
| 10 | 8 | Romain Grosjean   | Haas        | 1:17,901 | 1:33,650   | 1:40,593 | 10      |
| 11 | 14 | Fernando Alonso   | McLaren     | 1:18,208 | 1:35,214   |          | 11      |
| 12 | 3 | Daniel Ricciardo  | Red Bull    | 1:18,540 | 1:36,442   |          | 12      |
| 13 | 27 | Nico Hülkenberg   | Renault     | 1:17,905 | 1:36,506   |          | 13      |
| 14 | 9 | Marcus Ericsson   | Sauber      | 1:18,641 | 1:37,075   |          | 14      |
| 15 | 18 | Lance Stroll      | Williams    | 1:18,560 | brak czasu |          | PIT     |
| 16 | 2 | Stoffel Vandoorne | McLaren     | 1:18,782 |            |          | 15      |
| 17 | 16 | Charles Leclerc   | Sauber      | 1:18,817 |            |          | 16      |
| 18 | 31 | Esteban Ocon      | Force India | 1:19,142 |            |          | 17      |
| 19 | 11 | Sergio Pérez      | Force India | 1:19,200 |            |          | 18      |
| 20 | 35 | Siergiej Sirotkin | Williams    | 1:19,301 |            |          | 19      |
| Poz. | Nr | Kierowca          | Konstruktor | Q1       | Q2         | Q3       | Poz. s. |
| \| Legenda \| Legenda \| \| ------------------------ \| ---------------------------------------------------------------------------------------------------------------------------------------------------------------------------------------------------------------------------------------------------------------- \| \| Poz. Nr Q1 Q2 Q3 Poz. s. \| Pozycja zajęta w sesji kwalifikacyjnej Numer startowy kierowcy Wynik uzyskany w pierwszej części kwalifikacji Wynik uzyskany w drugiej części kwalifikacji Wynik uzyskany w trzeciej części kwalifikacji Pozycja startowa po uwzględnięniu kar, przesunięć, itp. \| | |                   |             |          |            |          |         |
| Legenda | |                   |             |          |            |          |         |
| Poz. Nr Q1 Q2 Q3 Poz. s. | Pozycja zajęta w sesji kwalifikacyjnej Numer startowy kierowcy Wynik uzyskany w pierwszej części kwalifikacji Wynik uzyskany w drugiej części kwalifikacji Wynik uzyskany w trzeciej części kwalifikacji Pozycja startowa po uwzględnięniu kar, przesunięć, itp. |                   |             |          |            |          |         |

Uwagi
1. ↑  Lance Stroll musiał wystartować z alei serwisowej za złamanie reguły parc ferme.

### Wyścig
Źródło: Wyprzedź Mnie!
| P                 | + / –     | Nr | Kierowca          | Konstruktor | Okr. | Czas / Strata | Komentarz          |
| ----------------- | --------- | -- | ----------------- | ----------- | ---- | ------------- | ------------------ |
| 1                 | Bez zmian | 44 | Lewis Hamilton    | Mercedes    | 70   | 1h37m16,427   |                    |
| 2                 | 2         | 5  | Sebastian Vettel  | Ferrari     | 70   | +0:17,123     |                    |
| 3                 | Bez zmian | 7  | Kimi Räikkönen    | Ferrari     | 70   | +0:20,101     |                    |
| 4                 | 8         | 3  | Daniel Ricciardo  | Red Bull    | 70   | +0:46,419     |                    |
| 5                 | 3         | 77 | Valtteri Bottas   | Mercedes    | 70   | +1:00,000     | [ a ]              |
| 6                 | Bez zmian | 10 | Pierre Gasly      | Toro Rosso  | 70   | +1:13,273     |                    |
| 7                 | 2         | 20 | Kevin Magnussen   | Haas        | 69   | +1 okr.       |                    |
| 8                 | 3         | 14 | Fernando Alonso   | McLaren     | 69   | +1 okr.       |                    |
| 9                 | 4         | 55 | Carlos Sainz Jr.  | Renault     | 69   | +1 okr.       |                    |
| 10                | Bez zmian | 8  | Romain Grosjean   | Haas        | 69   | +1 okr.       |                    |
| 11                | 3         | 28 | Brendon Hartley   | Toro Rosso  | 69   | +1 okr.       |                    |
| 12                | 1         | 27 | Nico Hülkenberg   | Renault     | 69   | +1 okr.       |                    |
| 13                | 4         | 31 | Esteban Ocon      | Force India | 69   | +1 okr.       |                    |
| 14                | 4         | 11 | Sergio Pérez      | Force India | 69   | +1 okr.       |                    |
| 15                | 1         | 9  | Marcus Ericsson   | Sauber      | 68   | +2 okr.       |                    |
| 16                | 3         | 35 | Siergiej Sirotkin | Williams    | 68   | +2 okr.       |                    |
| 17                | 3         | 18 | Lance Stroll      | Williams    | 68   | +2 okr.       |                    |
| Niesklasyfikowani |           |    |                   |             |      |               |                    |
|                   |           | 2  | Stoffel Vandoorne | McLaren     | 49   | +21 okr.      | skrzynia biegów    |
|                   |           | 33 | Max Verstappen    | Red Bull    | 5    | +65 okr.      | jednostka napędowa |
|                   |           | 16 | Charles Leclerc   | Sauber      | 0    | +70 okr.      | kolizja z Pérezem  |
| P                 | + / –     | Nr | Kierowca          | Konstruktor | Okr. | Czas / Strata | Komentarz          |

Uwagi
1. ↑  Valtteri Bottas został ukarany 10-sekundową karą czasową za spowodowanie kolizji z Danielem Ricciardo.

### Najszybsze okrążenie
Źródło: Wyprzedź Mnie!
| Nr | Kierowca         | Konstruktor | Czas     | Okr. |
| -- | ---------------- | ----------- | -------- | ---- |
| 3  | Daniel Ricciardo | Red Bull    | 1:20,012 | 46   |

### Prowadzenie w wyścigu
| Nr                              | Kierowca         | Konstruktor | Okrążenia   | Suma |
| ------------------------------- | ---------------- | ----------- | ----------- | ---- |
| 44                              | Lewis Hamilton   | Mercedes    | 1-25, 40-70 | 56   |
| 5                               | Sebastian Vettel | Ferrari     | 26-39       | 14   |
| \| Wykres \| \| ------ \| \| \| |                  |             |             |      |
| Źródło: racing-reference.info   |                  |             |             |      |
| Wykres                          |                  |             |             |      |
|                                 |                  |             |             |      |

## Klasyfikacja po wyścigu

### Kierowcy
| P  | +/− | Kierowca          | Starty | Punkty | P1 | P2 | P3 | PP | NO | NS |
| -- | --- | ----------------- | ------ | ------ | -- | -- | -- | -- | -- | -- |
| 1  | 0   | Lewis Hamilton    | 12     | 213    | 5  | 2  | 2  | 5  | 1  | 1  |
| 2  | 0   | Sebastian Vettel  | 12     | 189    | 4  | 2  | 1  | 5  | 1  | 1  |
| 3  | 0   | Kimi Räikkönen    | 12     | 146    | –  | 2  | 6  | –  | 1  | 2  |
| 4  | 0   | Valtteri Bottas   | 12     | 132    | –  | 5  | –  | 1  | 3  | 1  |
| 5  | 0   | Daniel Ricciardo  | 12     | 118    | 2  | –  | –  | 1  | 4  | 4  |
| 6  | 0   | Max Verstappen    | 12     | 105    | 1  | 1  | 2  | –  | 2  | 3  |
| 7  | 0   | Nico Hülkenberg   | 12     | 52     | –  | –  | –  | –  | –  | 3  |
| 8  | +1  | Kevin Magnussen   | 12     | 45     | –  | –  | –  | –  | –  | 1  |
| 9  | −1  | Fernando Alonso   | 12     | 44     | –  | –  | –  | –  | –  | 2  |
| 10 | 0   | Sergio Pérez      | 12     | 30     | –  | –  | 1  | –  | –  | 1  |
| 11 | +1  | Carlos Sainz Jr.  | 12     | 30     | –  | –  | –  | –  | –  | 1  |
| 12 | −1  | Esteban Ocon      | 12     | 29     | –  | –  | –  | –  | –  | 3  |
| 13 | +1  | Pierre Gasly      | 12     | 26     | –  | –  | –  | –  | –  | 3  |
| 14 | −1  | Romain Grosjean   | 12     | 21     | –  | –  | –  | –  | –  | 4  |
| 15 | 0   | Charles Leclerc   | 12     | 13     | –  | –  | –  | –  | –  | 2  |
| 16 | 0   | Stoffel Vandoorne | 12     | 8      | –  | –  | –  | –  | –  | 2  |
| 17 | 0   | Marcus Ericsson   | 12     | 5      | –  | –  | –  | –  | –  | 2  |
| 18 | 0   | Lance Stroll      | 12     | 4      | –  | –  | –  | –  | –  | 2  |
| 19 | 0   | Brendon Hartley   | 12     | 2      | –  | –  | –  | –  | –  | 3  |
| 20 | 0   | Siergiej Sirotkin | 12     | 0      | –  | –  | –  | –  | –  | 3  |
| P  | +/− | Kierowca          | Starty | Punkty | P1 | P2 | P3 | PP | NO | NS |

### Konstruktorzy
| P  | +/− | Konstruktor               | Starty | Punkty | P1 | P2 | P3 | PP | NO | NS |
| -- | --- | ------------------------- | ------ | ------ | -- | -- | -- | -- | -- | -- |
| 1  | 0   | Mercedes                  | 24     | 345    | 5  | 7  | 2  | 6  | 4  | 2  |
| 2  | 0   | Ferrari                   | 24     | 335    | 4  | 4  | 7  | 5  | 2  | 3  |
| 3  | 0   | Red Bull Racing-TAG Heuer | 24     | 223    | 3  | 1  | 2  | 1  | 6  | 7  |
| 4  | 0   | Renault                   | 24     | 82     | –  | –  | –  | –  | –  | 4  |
| 5  | +1  | Haas-Ferrari              | 24     | 66     | –  | –  | –  | –  | –  | 5  |
| 6  | −1  | Force India-Mercedes      | 24     | 59     | –  | –  | 1  | –  | –  | 4  |
| 7  | 0   | McLaren-Renault           | 24     | 52     | –  | –  | –  | –  | –  | 4  |
| 8  | 0   | Scuderia Toro Rosso-Honda | 24     | 28     | –  | –  | –  | –  | –  | 6  |
| 9  | 0   | Sauber-Ferrari            | 24     | 18     | –  | –  | –  | –  | –  | 4  |
| 10 | 0   | Williams-Mercedes         | 24     | 4      | –  | –  | –  | –  | –  | 5  |
| P  | +/− | Konstruktor               | Starty | Punkty | P1 | P2 | P3 | PP | NO | NS |